# トラックスタンド

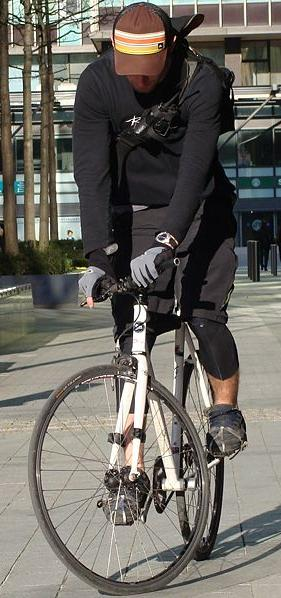
トラックスタンド

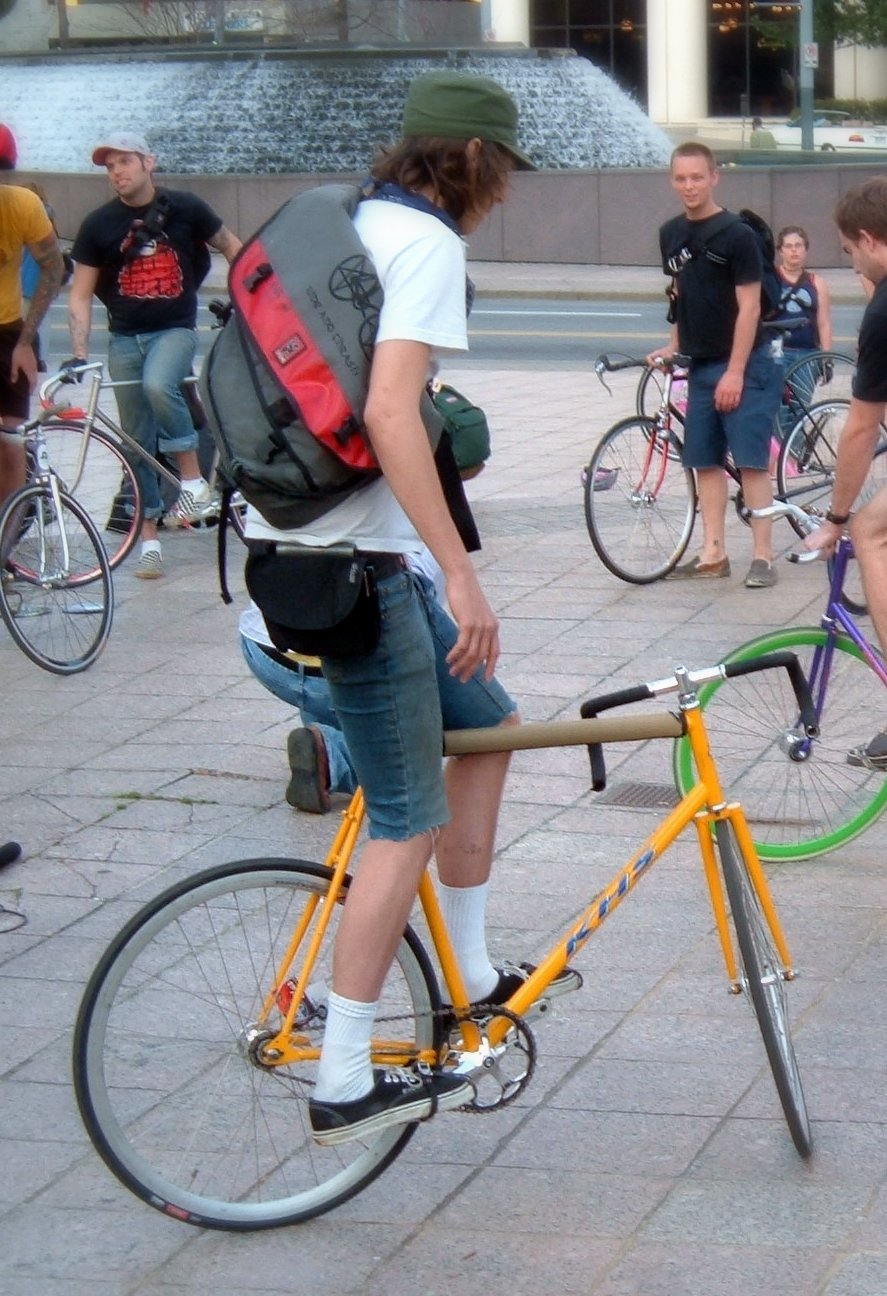
手放しでのトラックスタンド

トラックスタンド（英: track stand, standstill）もしくはスタンディングスティルとは自転車の操作技術の一つで、車体を停止させたまま、もしくはわずかしか動かさずにバランスを保つというものである。トラックレースで発展した技術だが、それ以外にも自転車通勤の途中で一時停止するなど足を地面につけずに停止するときに用いられる。

## 起源と利用
「トラックスタンド」の名はトラックレース選手がこの技術を用いることから来ている。スタート前に停止し続けるというだけでなく、スプリント競技においては戦術の一部でもある。1対1で争われるスプリント競技では、レースの始めは両選手ともペースを極端に落とし、トラックを蛇行したり時に止まったりして互いにリードを取らせようとする。相手の後につけばスリップストリームが利用できるため、最後のスプリントに力を残しておけるのである。
この技術はトラックレース以外にも、通勤や自転車便のような日常的な利用では交通中に赤信号などで止まるために、山岳サイクリングでは踏破困難な地形で止まってルートを読むために、BMX競技ではトリックの予備動作として用いられる。

## 技術面
トラックスタンドを行うとき、多くの乗り手は車体を細かく前後に動かし続ける。このときハンドルをどちらかに切っておけば左右方向の動きも生じるので、これによって自転車の位置を調節し、常に重心の下にあるようにすればよい。ベストな位置を見つけたら前後の動きを止めて静止することも可能である。基本のスタンスでは、乗り手の利き足を前にしてクランクを水平に保ち、ハンドルを利き足の側に30-45°ほど切る。固定ギア型自転車を用いる場合はペダルによって後方への動きを作り出せるが、フリーホイール型の自転車でトラックスタンドを行う場合には小さな登り勾配を利用することが多い。ペダルから力を抜けば自転車が後方に動き始める程度の勾配が必要だが、技術をマスターすれば道路の片勾配や路面標示の盛り上がりのようなわずかな勾配でも問題ない。利用できる斜面がなかったり、あるいは下り勾配だったとしても、体重移動とブレーキ操作によって車体を後方に動かすことでトラックスタンドを実現できる。
トラックスタンドに長けるといつまでも同じ場所で自転車のバランスを保ち続けることができる。ショーやトラックスタンド競技では、利き足ではない方の足を前につき出したり、サドルに腰掛けたり、片手または両手をハンドルバーから離したりといった難易度の高い技術も見られる。